# Soběhrdy
Soběhrdy (Duits: Sobiehrad) is een Tsjechische gemeente in de regio Midden-Bohemen en maakt deel uit van het district Benešov. Het dorp ligt op 5 kilometer van de stad Benešov.
Soběhrdy telt 466 inwoners (2025).

## Geografie
De gemeente bestaat uit de volgende plaatsen:
- Soběhrdy
- Mezihoří
- Phov
- Žíňánky
- Žíňany

De Medunskýbeek loopt in de buurt van het dorp.

## Geschiedenis
De eerste schriftelijke vermelding van het dorp dateert van 1360.
Sinds 1960 maakt Soběhrdy deel uit van het district Benešov.

## Verkeer en vervoer

### Autowegen
Soběhrdy is te bereiken via diverse regionale wegen. 

### Spoorlijnen
Er is geen station in de gemeente. Het dichtstbijzijnde station is in Benešov, op zo'n 7,5 kilometer afstand. Dat station ligt aan de spoorlijn Praag - Benešov - Vlašim - Trhový Štěpánov.

### Buslijnen
Er zijn vijf bushaltes in de gemeente:
| Halte                       | Lijn(en) | Traject(en)      | Vervoerder(s) |
| --------------------------- | -------- | ---------------- | ------------- |
| Soběhrdy, Soběhrdy          | 796      | Benešov - Pyšely | CŠAD Benešov  |
| Soběhrdy, Mezihoří          | 796      | Benešov - Pyšely | CŠAD Benešov  |
| Soběhrdy, Mezihoří, Rozchod | 796      | Benešov - Pyšely | CŠAD Benešov  |
| Soběhrdy, Žíňany, Rozchod   | 796      | Benešov - Pyšely | CŠAD Benešov  |
| Soběhrdy, u Hřbitova        | 796      | Benešov - Pyšely | CŠAD Benešov  |

### Fietsroutes
De volgende fietsroute loopt door de gemeente:
- 0068: Čerčany - Popovice - Jankov

## Voorzieningen
Er is een vrijwillig brandweerkorps actief in het dorp. Ook is er een restaurant gevestigd.

## Bezienswaardigheden

### Parochiekerk
De parochiekerk van de Evangelische Kerk van de Boheemse Broeders werd in 1768 gebouwd. Oorspronkelijk betrof het een houten gebouw, maar in 1832 werd dit vervangen door het huidige stenen exemplaar. In 1910 werd een toren toegevoegd, waarin de klokken met bijnamen Hus, Žižka en Chelčický werden gehangen. De middelste daarvan werd tijdens de Eerste Wereldoorlog tijdelijk geconfisqueerd.
Overige bezienswaardigheden
- Rooms-katholieke kerk van de Tenhemelopneming van de Maagd Maria uit 1907, in neoromaanse stijl;[5]
- Pastorie van de evangelische kerk.

## Galerij

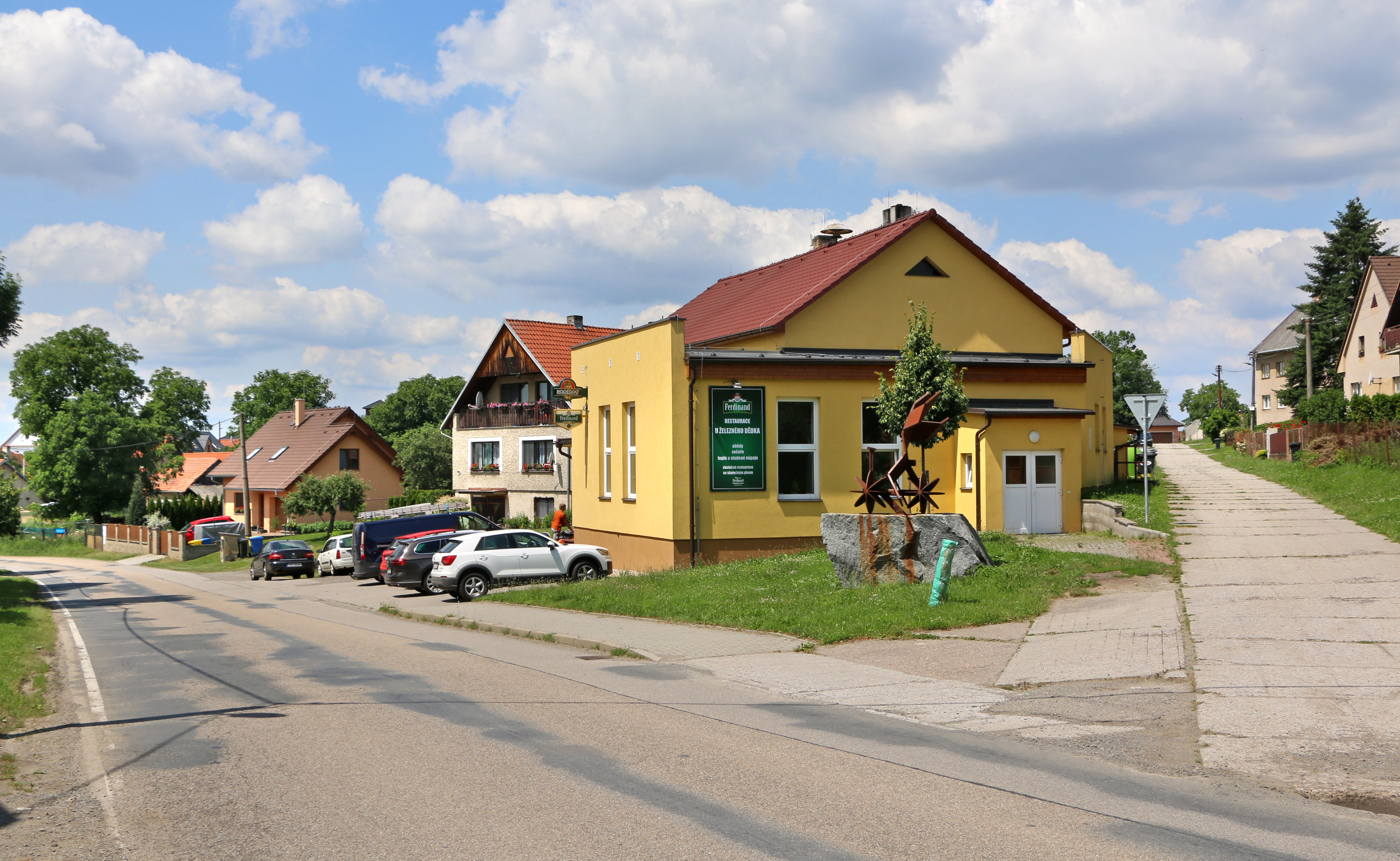
Restaurant (2020)
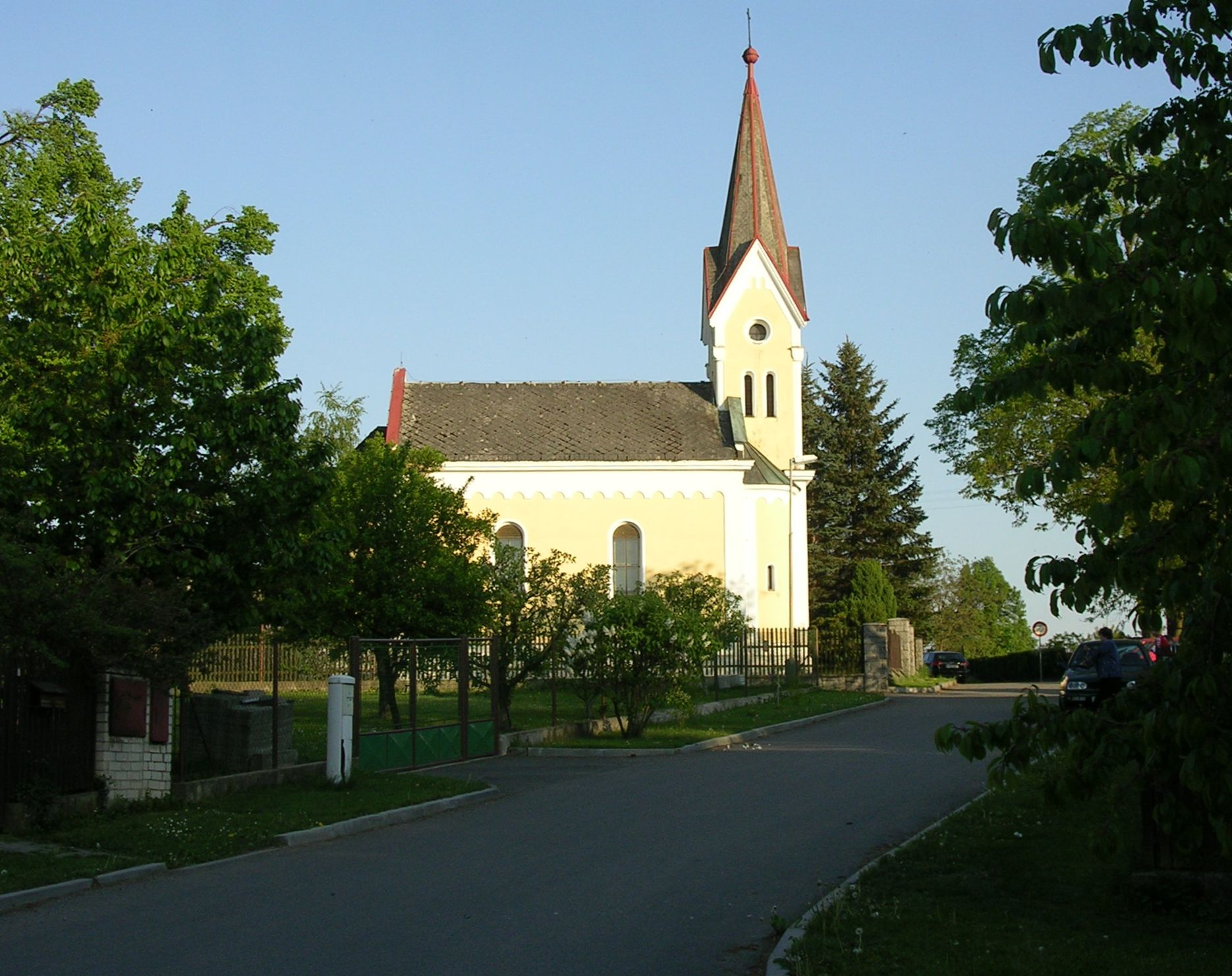
Rooms-Katholieke kerk (2009)
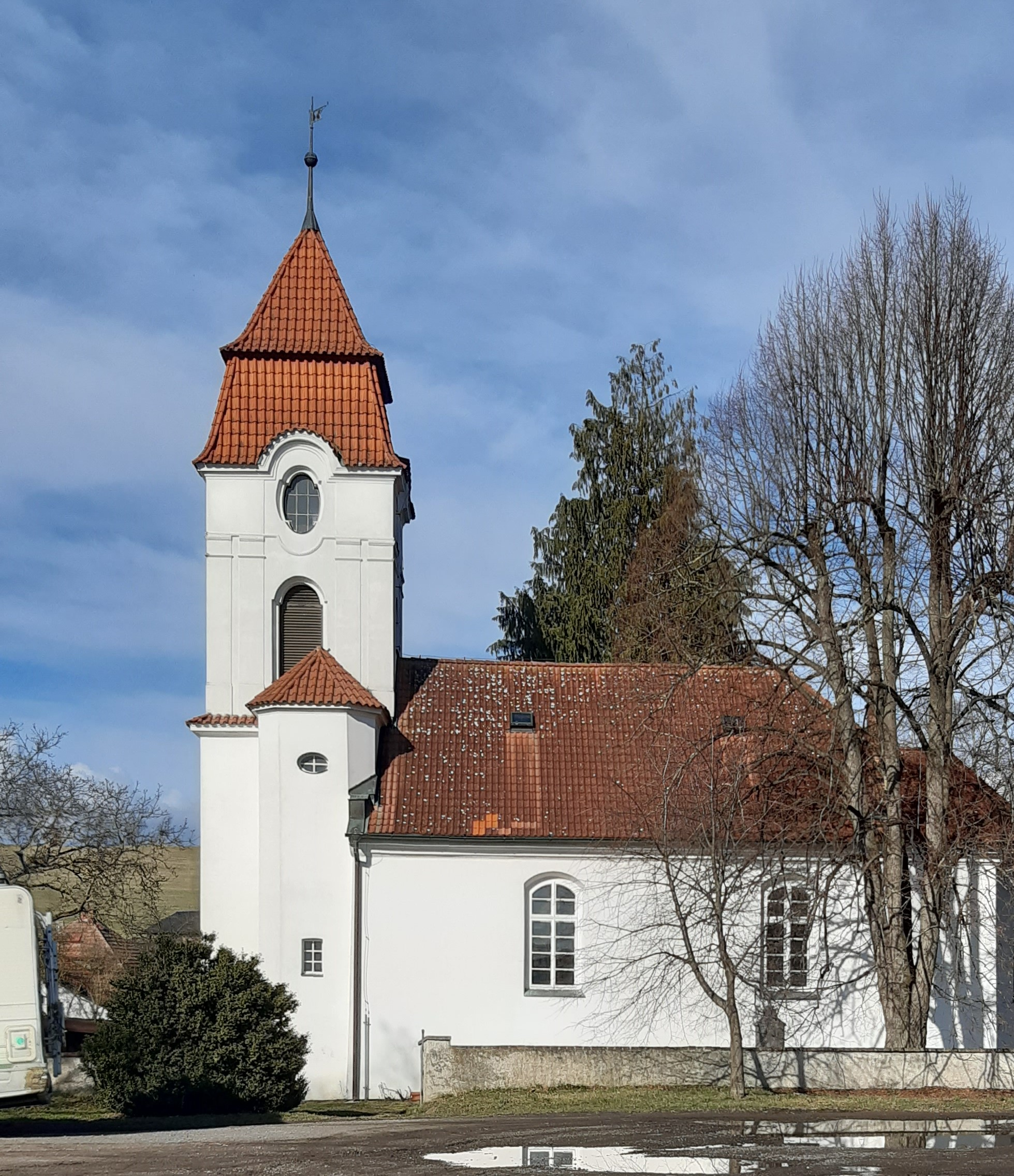
Evangelische kerk (2024)
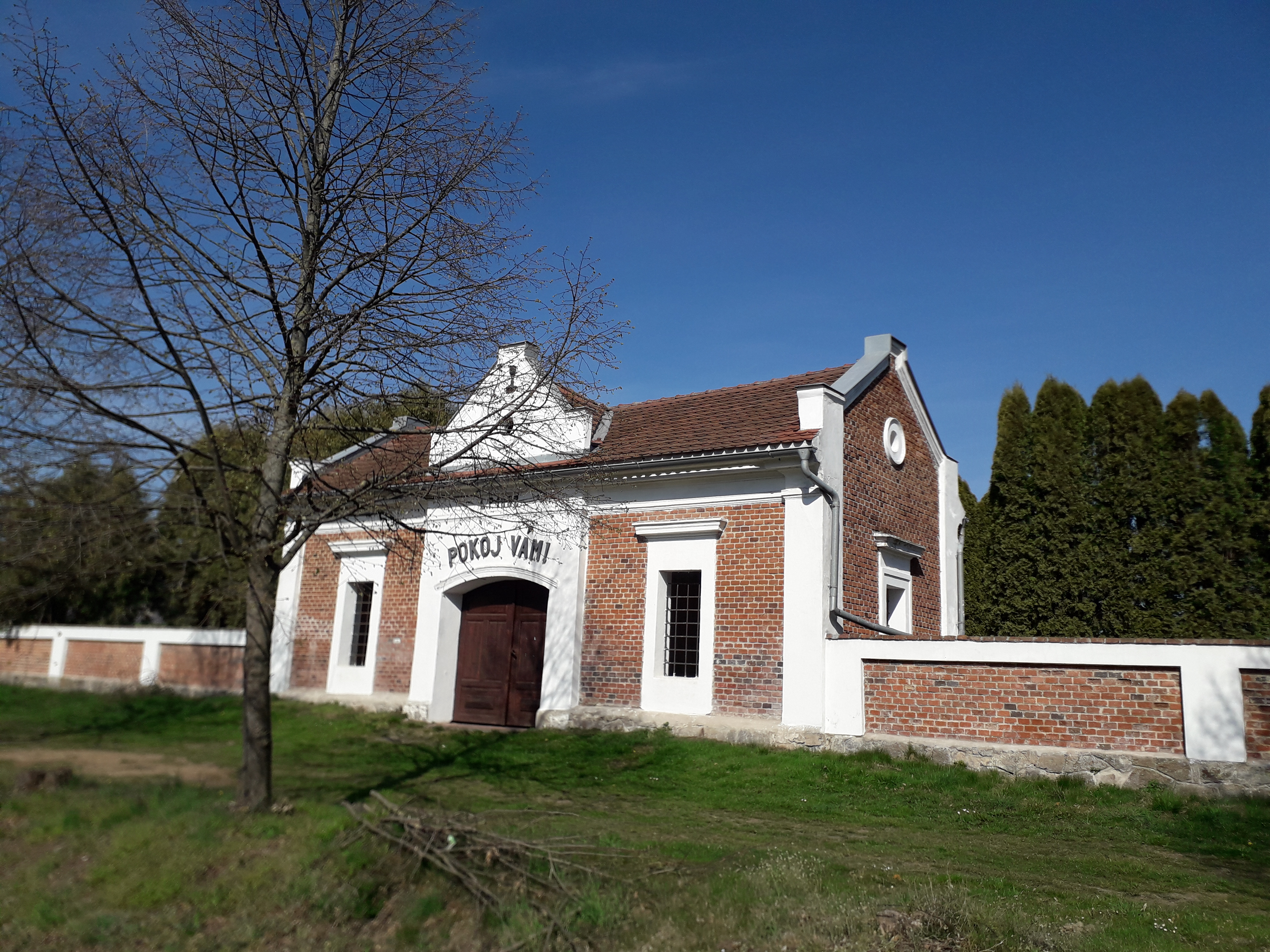
Gebouw op begraafplaats van Evangelische Kerk (2020)
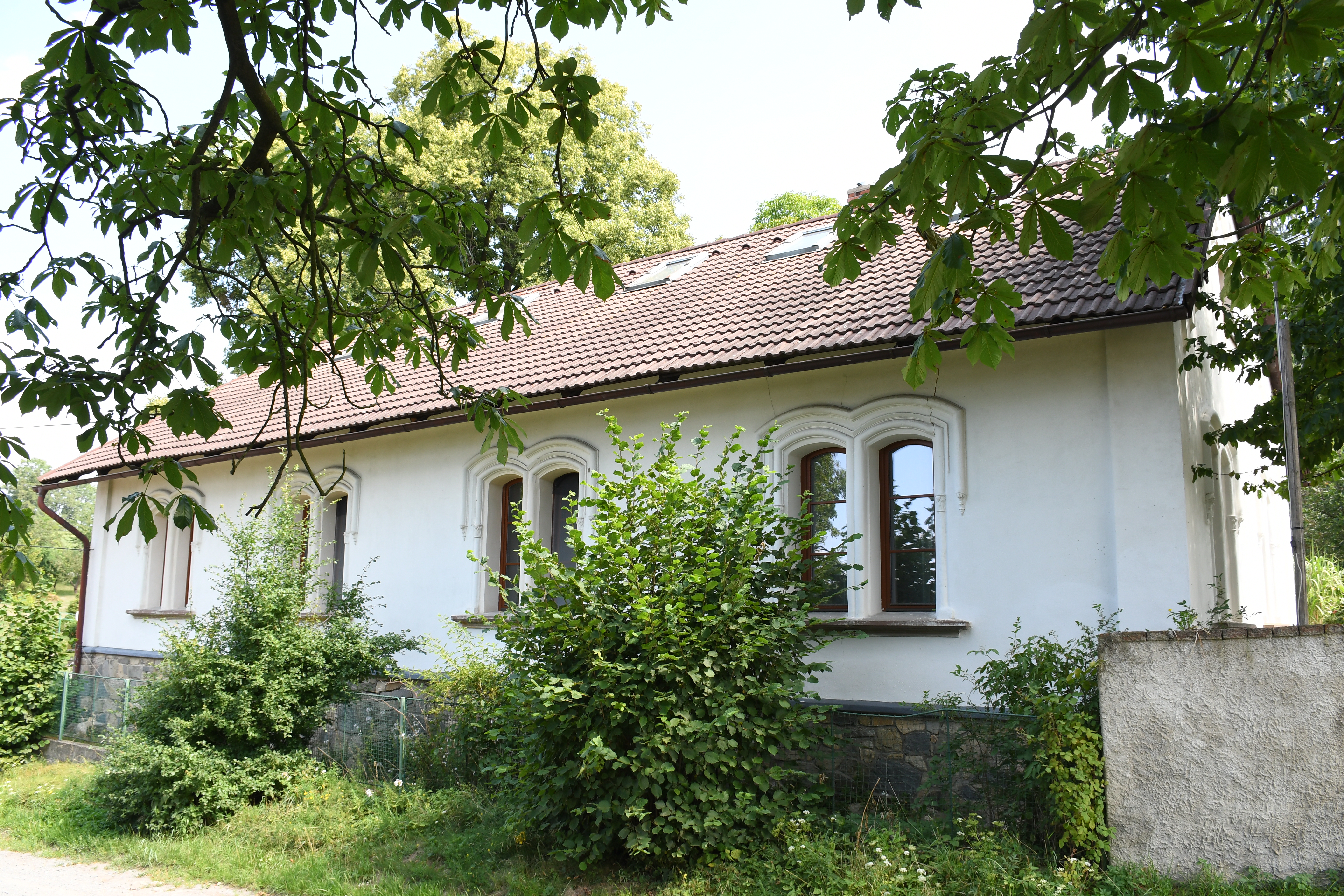
Pastorie (2018)
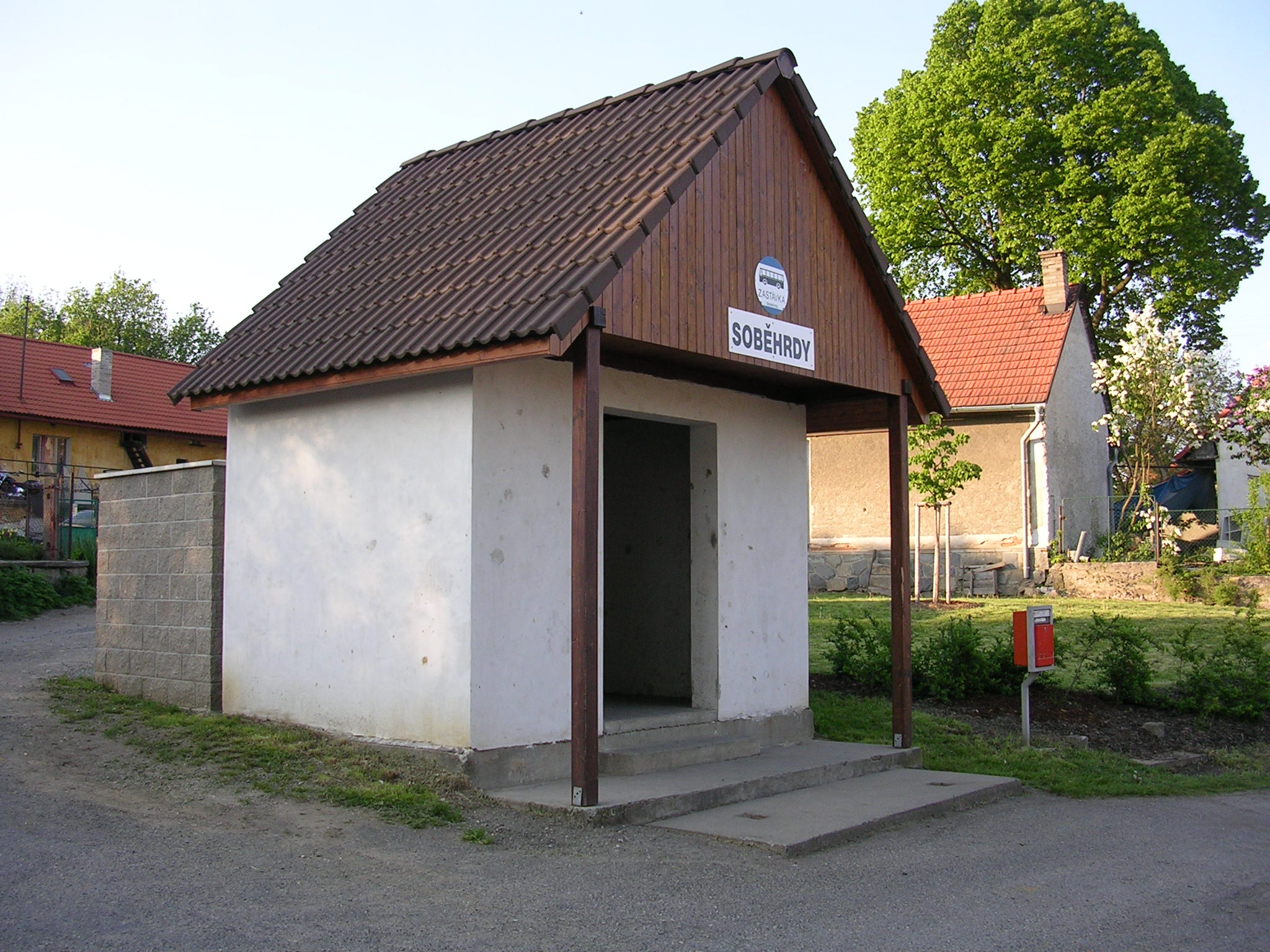
Bushalte in het dorp (2009)
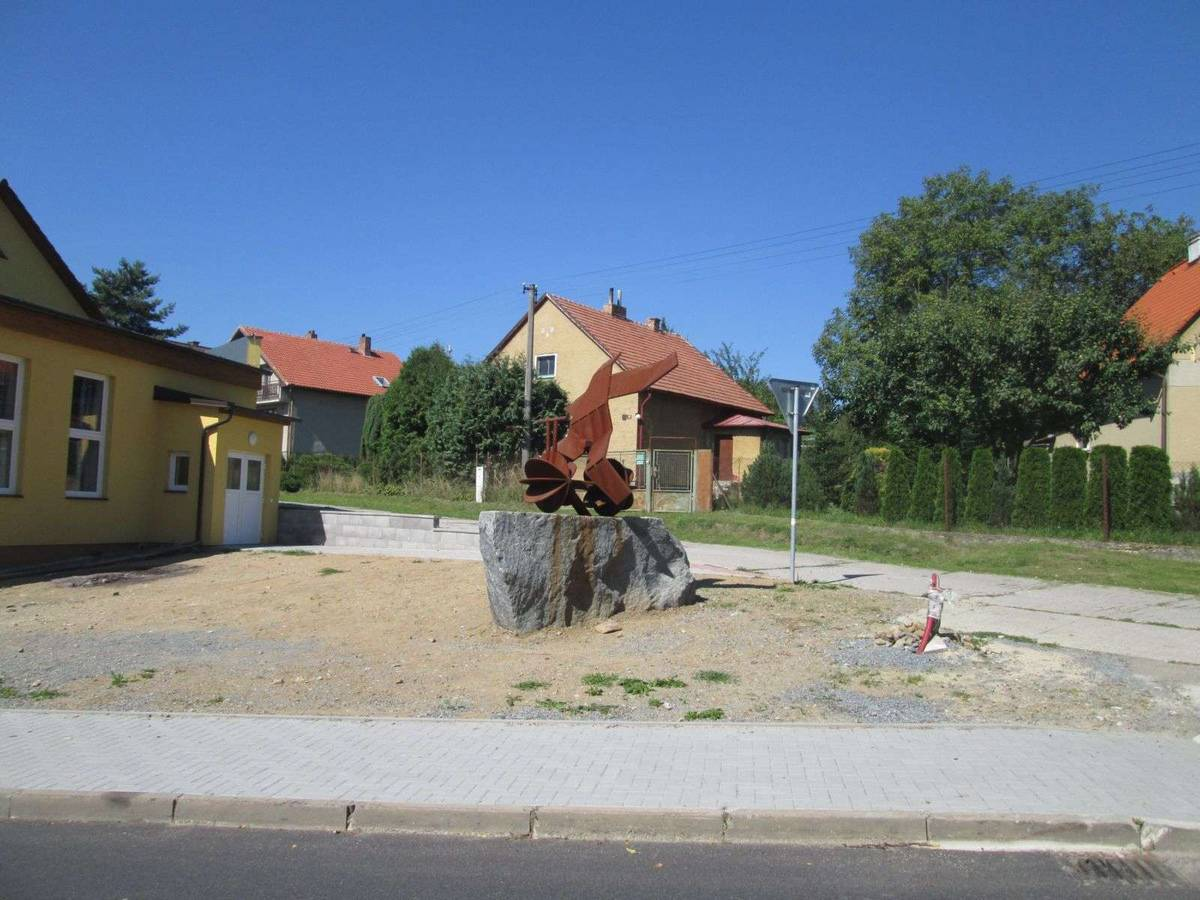
Beeld op het dorpsplein (2021)